# Sturmhaubitze 42
Het Sturmhaubitze 42, ook wel kortweg StuH 42 genoemd, was een succesvol gemechaniseerd geschut ingezet door de Wehrmacht tijdens de Tweede Wereldoorlog. Het was een afgeleide van de Sturmgeschütz III en deed dienst in dezelfde eenheden.

## Geschiedenis

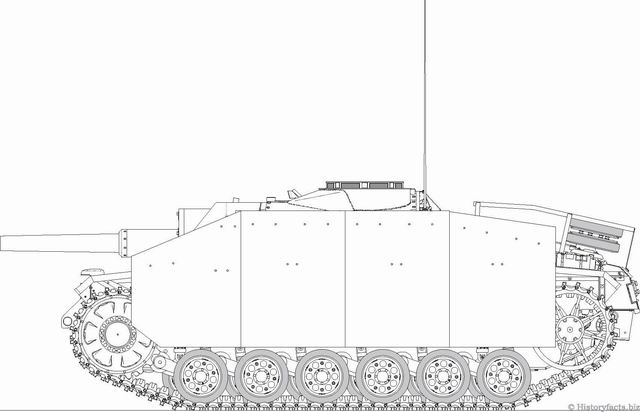
Profieltekening van de StuH 42

De StuH 42 werd noodzakelijk, omdat de Sturmgeschütz III (afgekort StuG III) in toenemende mate werd teruggetrokken uit infanteriesteun, maar meer als antitankwapen werd ingezet. Bovendien was het explosieve en fragmenterende effect van het 75 mm kanon van de StuG III onvoldoende.
Een aangepaste versie van de StuG III Ausf. E met de 10,5 cm Sturmhaubitze 42, die was ontwikkeld op basis van de 10,5-cm-leichte Feldhaubitze 18, diende als basis voor het ontwerp van het nieuwe voertuig. In de loop van 1942 werden het prototype en 17 andere gerepareerde StuG III’s uitgerust met de StuH 42. In eerste instantie was een mondingsrem standaard, maar vanaf september 1944 werd deze slechts op een deel van de voertuigen aangebracht. De StuH 42 presteerde goed in zijn functie als infanterie-ondersteuningswapen. Het had echter maar zeer beperkte mogelijkheden om vijandelijke gevechtstanks te vernietigen, aangezien het penetratievermogen en het effect van de houwitser matig was en het een lage vuursnelheid had.
Het nieuwe pantservoertuig kreeg (pas) op 18 maart 1944 de officiële aanduiding Sturmgeschütz III für 10,5 cm Sturm Haubitze 42, maar in augustus werd het door de inspecteur-generaal voor pantsertroepen Heinz Guderian veranderd in "Sturmhaubitze 42". De typeaanduiding was Sd.Kfz. 142/2.

## Munitie
Zoals gebruikelijk bij houwitsers moest de munitie apart worden geladen; dat betekent eerst het projectiel en dan de kardoes met de drijflading. Dit verminderde de vuursnelheid tot drie tot vijf schoten/min. De maximale reikwijdte, die in de praktijk geen rol speelde bij direct vuur, was 5.400 meter. Normaal waren doelen op het slagveld niet meer dan 2.000 meter verwijderd.
In vergelijking met de StuG III kon de StuH 42 met zijn houwitser een veel grotere hoeveelheid explosieven op de vijand brengen. De 10,5 cm houwitsergranaat had 15,55 kg massa waarvan 1,4 tot 1,75 kg explosieven, terwijl de 7,5 cm Sprenggranate 40 slechts 5,74 kg massa had, waarvan 0,68 kg explosieven. Effectieve splinters vlogen tot 35 meter naar de zijkanten en 10 meter naar voren.
Standaard was de StuH 42 uitgerust met 26 hoog explosieve granaten en 10 holle ladingprojectielen HL/B of HL/C voor anti-tank toepassingen. Met die laatste kon ongeacht de afstand, afhankelijk van het model, 90 of 100 mm pantserstaal worden doorboord.

## Productie
Van 1942 tot het einde van de oorlog produceerde Alkett ongeveer 1.317 StuH 42‘s.

Verspreid over de jaren was dat:
| 1942 | 1943 | 1944 | 1945 |
| ---- | ---- | ---- | ---- |
| 18   | 204  | 903  | 192  |

De echte productie liep aan in maart 1943 met 10 stuks. Hoogste productiemaand was september 1944 met 119 stuks. Alle veranderingen die aan de Sturmgeschütz III werden aangebracht, werden ook doorgevoerd op de StuH 42.

## Gebruik

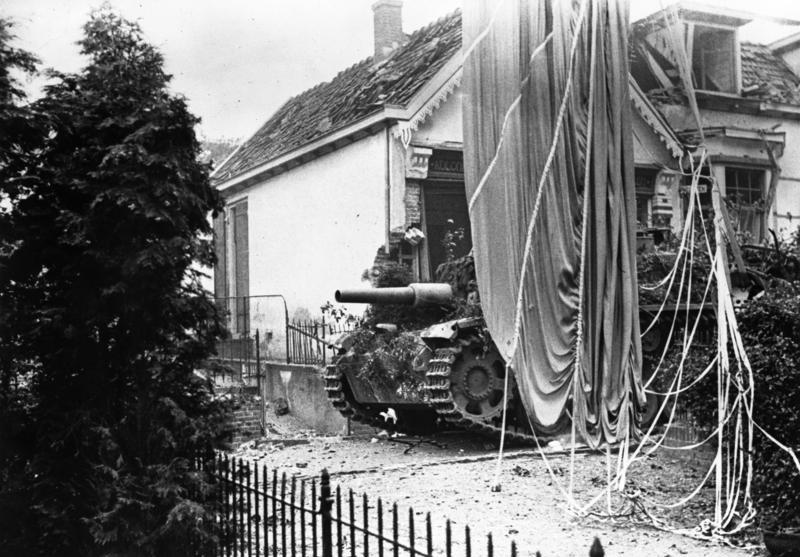
StuH 42 in Oosterbeek, september 1944

Van de voorserie werden negen voertuigen (plus het prototype) eind oktober 1942 toegewezen aan de derde batterij van de Sturmgeschütz-Abteilung 185: de eenheid voerde tegen het einde van november enkele gevechten uit ten zuiden van Leningrad en was zeer tevreden.
De StuH 42 werd vanaf medio 1943 een standaard bestanddeel van de Sturmgeschütz-Abteilungen en later Sturmgeschütz-Brigades. Meestal werden er vier StuH 42's per batterij geplaatst. De StuH 42 werd actief gebruikt aan vrijwel alle fronten. Het begin van de carrière was niet geweldig. Van de 53 voertuigen die ingezet werden in de Slag om Koersk gingen er 38 verloren. Ook in de Slag om Arnhem werden een paar StuH 42’s ingezet.
Op 10 april 1945 werden nog de volgende aantallen gerapporteerd:
| oostfront | westfront | Italië |
| --------- | --------- | ------ |
| 198       | 41        | 38     |

Hiervan werden 132 stuks als inzetbaar gemeld.